# Szlasy
Szlasy [ˈʂlasɨ] est un village polonais de la gmina de Radziłów dans le powiat de Grajewo et dans la voïvodie de Podlachie. 